# Rolf Gutbrod

Liederhalle i Stuttgart.

Rolf Gutbrod, född den 13 september 1910 i Stuttgart, död den 5 januari 1999 i Arlesheim, var en tysk arkitekt.
Gutbrod studerade vid TH Berlin-Charlottenburg 1929–1930 och fortsatte sina studier vid TH Stuttgart under lärare som Paul Bonatz och Paul Schmitthenner. Efter andra världskriget återupptog han arbetet som arkitekt 1946 och började 1947 arbete vid TH Stuttgart. Kända byggnader som han skapat är bland annat Liederhalle (1956), Universitäts- und Stadtbibliothek Köln (1964–1968), IBM-kontoret i Berlin (1960-1962) och bostadshus i Gropiusstadt (1962–1968). 1967 skapade han tillsammans med Frei Otto den västtyska paviljongen för Världsutställningen i Montréal 1967.